# Eria imitans
Eria imitans är en orkidéart som beskrevs av Rudolf Schlechter. Eria imitans ingår i släktet Eria och familjen orkidéer. Inga underarter finns listade i Catalogue of Life.